# John F. Kennedy Federal Building

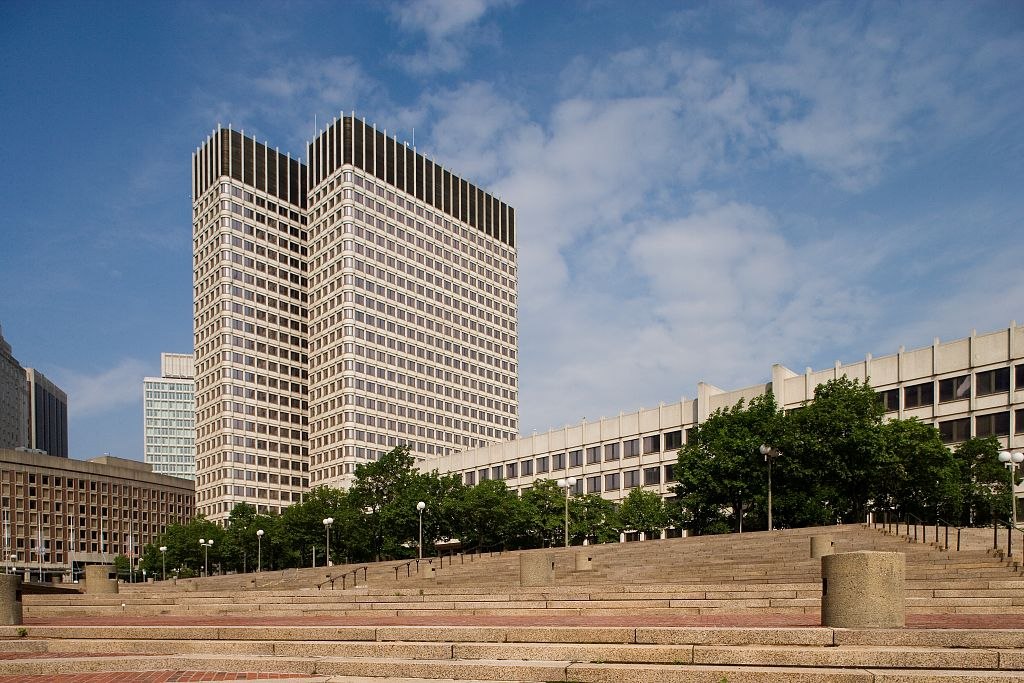
Das John F. Kennedy Federal Building im Zentrum Bostons

Das John F. Kennedy Federal Building in Boston, Massachusetts ist ein von Walter Gropius und seinem Architekturbüro The Architects Collaborative (TAC) errichtetes Verwaltungsgebäude. Das Gebäude befindet sich im Regierungsviertel der Hauptstadt des Bundesstaats und liegt direkt gegenüber der Boston City Hall. Es wurde 2021 in das National Register of Historic Places aufgenommen.

## Geschichte
Das Gebäude wurde zwischen den Jahren 1964 und 1966 errichtet. Es reiht sich in die amerikanische Schaffensphase des ehemals am Bauhaus in Weimar und Dessau wirkenden Architekten Walter Gropius. 
Nach dem tödlichen Attentat auf den amerikanischen Präsidenten John F. Kennedy am 22. November 1963 in Dallas, beschloss die Regierung der Vereinigten Staaten in Zusammenarbeit mit dem Bundesstaat Massachusetts ihm zu Ehren ein Gebäude in Auftrag zu geben, das in der Ausgestaltung zudem den progressiven Ambitionen Bostons in den frühen 1960er Ausdruck verleihen sollte. Bei der Eröffnung im Jahr 1966 waren sowohl Rose Kennedy, als auch Robert F. Kennedy anwesend.
Seit seiner Eröffnung war das Gebäude Sitz von diversen US-Ministieren. Im November 2021 wurde das Bauwerk in das National Register of Historic Places aufgenommen.

## Architektur
Das Gebäude verfügt über zwei Hochhäuser (beide 118 m hoch), die jeweils beide 26 Stockwerke aufweisen und beide in einer parallelen Achse zueinander stehen. Verbunden werden die beiden Hochhäuser durch einen viergeschossigen Unterbau, in dem sich auch der Eingangsbereich des Gebäudes befindet. 
Das Äußere der Türme ist aus vorgefertigtem Stahlbeton konstruiert. Die unteren Abschnitte sind mit poliertem Granit verkleidet. Alle Aluminiumarbeiten haben eine dunkle Eloxierung in einem mittelgrauen Ton. Ein glasüberdachter Steg verbindet das viergeschossige Gebäude mit den Türmen. Wie die Türme besteht auch die Fassade des Flachbaus aus Beton und Glas. Insgesamt ist das Äußere schmucklos, stattdessen zeigt es eine strenge Funktionalität. Um die Türme herum verlaufen Fensterbänder, die Eckfenster haben abgerundete Kanten. Die Sockel der Türme werden von Arkaden mit zurückgesetzten Eingängen unter einer von Pfeilern getragenen Überdachung gezeichnet. Die Oberseiten der Türme sind durch Metalllamellen gekennzeichnet. Ein freiliegendes Glasatrium verbindet die beiden Türme im Erdgeschoss.